# Savel Neagu
Savel Neagu (n. 1 septembrie 1862 – d. secolul al XX-lea) a fost unul dintre ofițerii Armatei României, care a exercitat comanda unor mari unități și unități militare, pe timp de război, în perioada Primului Război Mondial și operațiilor militare postbelice.
A îndeplinit funcția de comandant de brigadă în anii 1918-1919.

## Cariera militară
Savel Neagu a ocupat diferite poziții în cadrul unităților de infanterie ale armatei române, avansând până în anul 1913 la gradul de locotent-colonel. A fost locotenent-colonel în 1916 și colonel în 1917.
În perioada Primului Război Mondial, a îndeplinit funcțiile de comandant al Regimentului 58 Infanterie (1916), comandant al Regimentului 2 Infanterie (1917), comandant al Brigăzii 12 Infanterie (1918) și comandant al Brigăzii 33 Infanterie (1918).
În cadrul acțiunilor militare postbelice, a comandat Brigada 33 Infanterie (1919), luând parte la Bătălia de pe Tisa (20-26 iulie 1919).:p. 220

## Decorații
- Medalia „Serviciul Credincios” (1903)[1]:p. 441
- Ordinul „Coroana României”, în grad de ofițer (1904) [1]:p. 441
- Ordinul „Steaua României”, în timp de război (1913)[1]:p. 441